# رفعت احمدوف
رفعت احمدوف (ترکی آذربایجانی: Rüfət Əhmədov؛ زادهٔ ۲۲ سپتامبر ۲۰۰۲) بازیکن فوتبال اهل جمهوری آذربایجان است.
وی همچنین در تیم ملی فوتبال تیم ملی فوتبال زیر ۱۷ سال جمهوری آذربایجان بازی کرده‌است.